# Бхактипрагьяна Кешава Госвами
Бхактипрагья́на Ке́шава Госва́ми (IAST: Bhaktiprajñāna Keśava Gosvāmī; 24 января 1898, Банарипара, Джессор, Бенгалия — 6 октября 1968, Набадвип, Западная Бенгалия, Индия) — вайшнавский (кришнаитский) гуру, богослов и проповедник, ученик Бхактисиддханты Сарасвати, духовный учитель Бхактиведанты Нараяны Госвами и санньяса-гуру Бхактиведанты Свами Прабхупады, основатель миссии Шри Гаудия Веданта Самити.

## Биография
Будущий Бхактипрагьяна Кешава Госвами родился 24 января 1898 года в деревне Банарипара в округе Джессор в Восточной Бенгалии (ныне Бангладеш), в семье землевладельцев. Его отца звали Саратчандра Гухатхакурта, а мать — Бхуванамохини Деви. Родители дали ему имя Винод-бихари и воспитали мальчика в атмосфере преданности и поклонения Богу.
Его две тётки стали первыми женщинами-ученицами Бхактисиддханты Сарасвати, основателя Гаудия-матха. В 1915 году юный Винод-бихари вместе с ними поехал в Маяпур на празднование Гаура-пурнимы. Там он увидел место явления Чайтаньи и Бхактисиддханту Сарасвати. Привлёкшись личностью Бхактисиддханты и его наставлениями, он дал себе обещание всю жизнь следовать этому великому святому и служить ему. Пройдя всю парикраму по святой земле Навадвипы, он получил от Бхактисиддханты посвящение и духовное имя Винод-бихари Дас, став одним из первых учеников Бхактисиддханты.
Впоследствии Винод-бихари стал главным управляющим Гаудия-матха, включавшего 64 филиала по всей Индии. Винод-бихари учился несколько лет в колледже, но в 1919 году оставил учёбу и отказался сдавать выпускные экзамены. Материальная жизнь потеряла для него всякий смысл. Отрёкшись от богатого дома и завидного положения в обществе, он пришёл в Маяпур к своему гуру Бхактисиддханте, решив посвятить всю свою жизнь служению миссии Чайтаньи. По долгу своей службы Винод-бихари часто ездил в суды и правительственные учреждения. Он получил широкую известность в Надии: его избрали членом окружного управления, членом комитета по финансам, образованию и пр.
Винод-бихари носил белые одежды, но несмотря на это пользовался большим уважением и доверием в матхе. Даже санньяси первыми кланялись ему и спрашивали у него указаний. В 1926 году к Гаудия-матху присоединился Шридхара Госвами. С первых дней жизни в матхе у Рамананды Даса (так тогда звали Шридхару Госвами) завязались близкие отношения с Винод-бихари. Рамананда всегда считал его своим старшим духовным братом (хотя получил санньясу до Винода-бихари и дал ему посвящение в санньясу в 1941 году). Все эти годы они любили устраивать друг с другом философские дискуссии, обсуждая самые сложные вопросы сиддханты.
В апреле 1940 года в Калькутте была основана организация «Гаудия веданта самити». Акт о регистрации подписали трое её основателей: Бхактипрагьяна Кешава Госвами, Абхай Чаранаравинда Дас (позднее он получил известность как Бхактиведанта Свами Прабхупада) и Нрисимхананда Дас.
По приглашению Бхактипрагьяны Кешава Госвами его гуру-брат Абхай Чаранаравинда 4 года прожил в храме Кешаваджи в Матхуре вместе с Бхактиведантой Нараяна Госвами, дикша-учеником Бхактипрагьяны Кешава Госвами. Бхактиведанта Нараяна Госвами увлекательно описал эти годы близкого общения с Бхактиведантой Свами Прабхупадой в своей книге «Мой шикша-гуру и дорогой друг». В 1959 году в Матхуре Абхай Чаранаравинда Дас получил от Бхактипрагьяны Кешавы Госвами посвящение в санньясу и титул «Бхактиведанта Свами». В 1965 году Бхактиведанта Свами отправился проповедовать гаудия-вайшнавизм на Западе, а в 1966 году основал в США Международное общество сознания Кришны. Бхактиведанта Нараяна Госвами посылал ему божества для новых храмов, параферналии, музыкальные инструменты, книги и сладости.
Следуя примеру своего гуру, Бхактипрагьяна Кешава Госвами систематически критиковал философию майявады в своих книгах и проповедях.